# 平潟神社 (松戸市)
平潟神社（ひらかたじんじゃ）は、千葉県松戸市松戸にある神社。

## 祭神
- 水波能売命

## 歴史

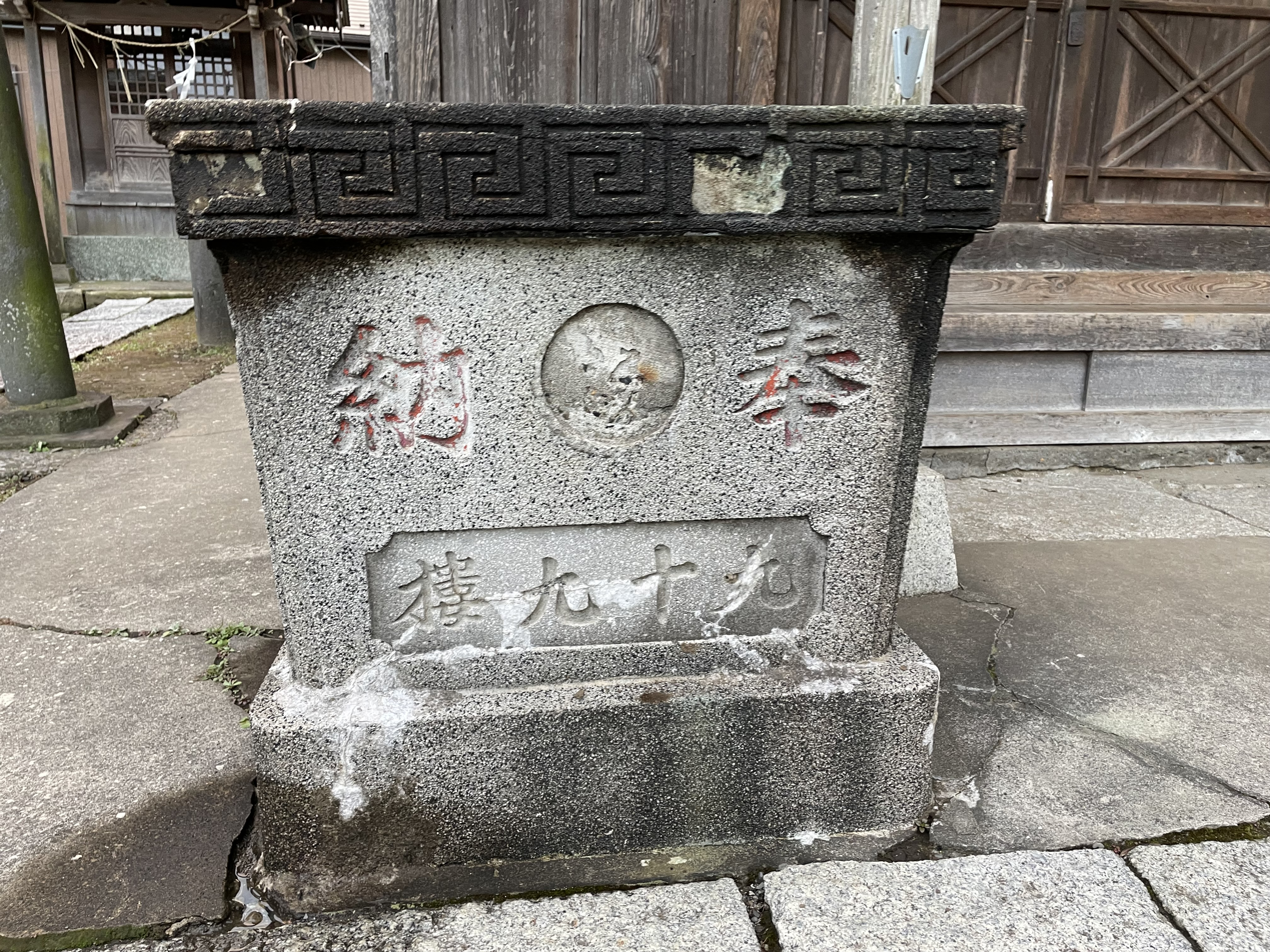
九十九楼奉納の手水桶

文化12年（1815年）頃の創建とされる。鳥居には水神宮の扁額が掛けられている。江戸川べりで水運との関わりが深かったこの地では信仰も篤かったといわれる。昭和3年（1928年）に平潟神社と改められた。
拝殿の左右にある手水桶には九十九楼の銘があり、この地に栄えた平潟遊廓の名残をわずかにとどめている。

## 境内

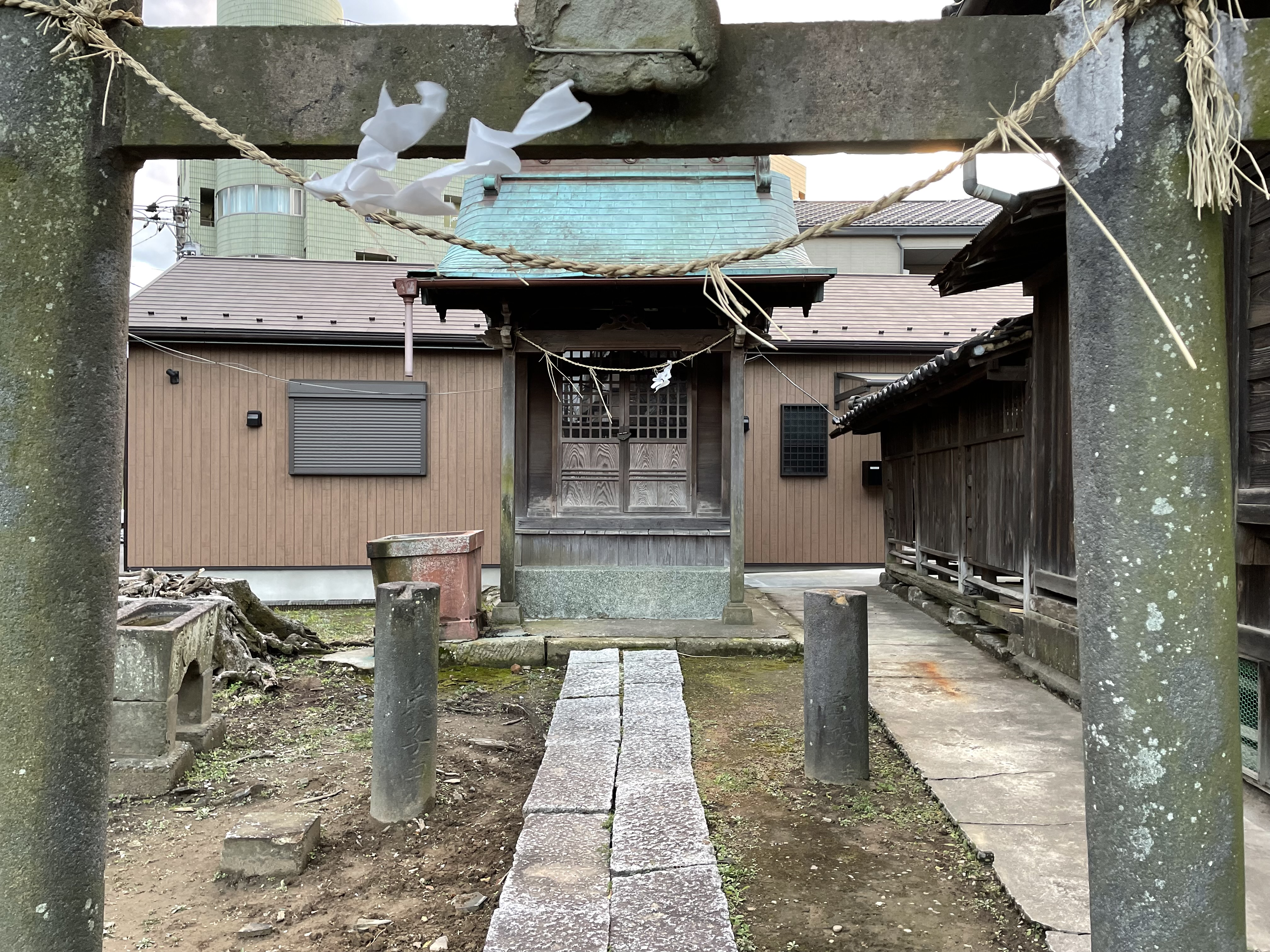
秋葉社

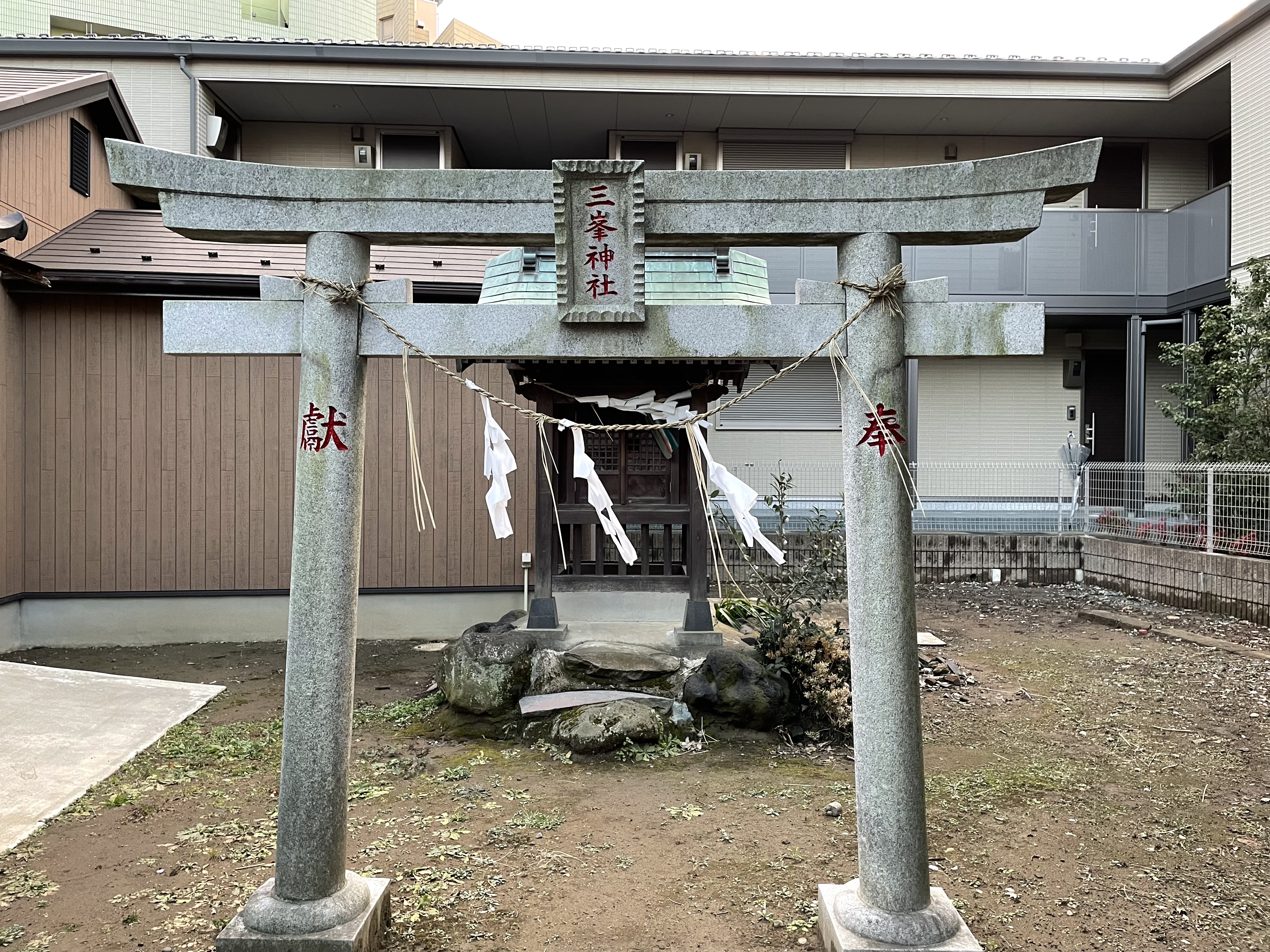
三峰神社

### 摂社
拝殿左手に秋葉社、右手に三峰神社の社が合祀されている。

## 交通アクセス
- 松戸駅（JR東日本常磐線・京成松戸線）西口より徒歩約9分